# توبیاس کریک
توبیاس کریک (متولد ۲۲ اکتبر ۱۹۹۸) بازیکن والیبال اهل آلمان، عضو تیم ملی والیبال آلمان است.